# Arno Fischer (Fotograf)

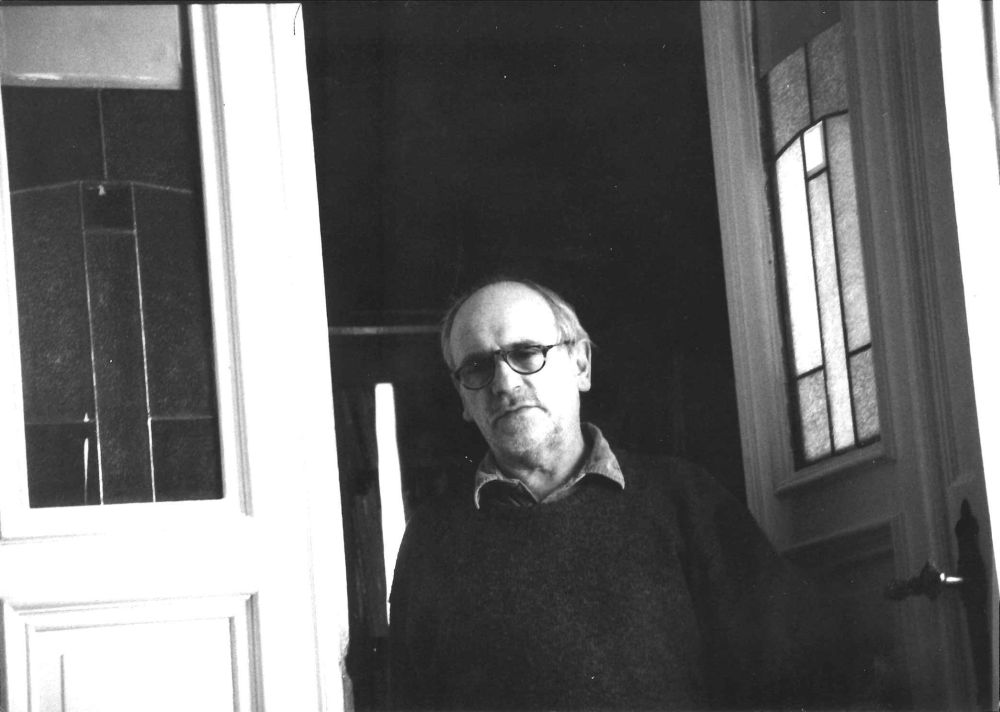
Der Fotograf Arno Fischer in einer Aufnahme seines Berliner Kollegen Werner Bethsold

Arno Fischer (* 14. April 1927 in Berlin-Wedding; † 13. September 2011 in Neustrelitz) war ein deutscher Fotograf und Hochschullehrer.

## Leben
Von 1947 bis 1953 studierte Arno Fischer Bildhauerei in Ost- und West-Berlin. 1953 zog er nach Ost-Berlin. Ab 1954 arbeitete er als Fotolaborant, bis er 1956 Assistent und 1971 Oberassistent mit Lehrauftrag für Fotografie bei Professor Klaus Wittkugel an der Kunsthochschule Berlin-Weißensee wurde.
Das von ihm geschriebene und schon druckfertige Buch Situation Berlin, ein Projekt der Jahre 1953 bis 1960, wurde wegen des Baus der Mauer 1961 nicht produziert.
Fischer arbeitete als Fotograf und Publizist für die Zeitschrift Sibylle und weitere Periodika. Sein Œuvre aus hauptsächlich Mode- und Reisefotografien steht ganz in der Tradition der Life-Fotografie. Fischers Interesse galt insbesondere dem Zustand der Gesellschaft, der Beziehungen der Menschen untereinander und der existenziellen Verfassung des Einzelnen.
1965/1966 gründete er mit Gleichgesinnten eine Fotografengruppe, die ab 1969 Direkt hieß. 1972 bis 1974 war er Gastdozent an der Hochschule für Grafik und Buchkunst (HGB) Leipzig. Eine seine Schülerinnen war Konstanze Göbel. 1983 erhielt er einen Lehrauftrag an der HGB. 1985 bis 1993 war er dort Professor für künstlerische Fotografie. 
Fischer war bis 1990 Mitglied des Verband Bildender Künstler der DDR, dessen Arbeitsgruppe Fotografie er mitbegründet hatte.
Er gehörte mit Norbert Blum, Peter Flierl (* 1929), Hans Gutheil (1931–2023), Margret Middell, Friedrich Nostitz, Solweig Steller (* 1942), Werner Stötzer und Peter Voigt zum Kollektiv für die bildhauerische, bildkünstlerische und architektonische Gestaltung des Marx-Engels-Forums Berlin und erhielt mit diesem 1986 den Nationalpreis II. Klasse. Er wählte unter anderem die Fotografien für die Stelen des Forums aus.
Von 1990 bis 2000 erfüllte er einen Lehrauftrag für Bildjournalismus an der Fachhochschule Dortmund.
Fischer war für die Deutsche Demokratische Republik einer der stilbildenden Fotografen mit seinen Modeaufnahmen für die Zeitschriften Das Magazin und Sibylle – Zeitschrift für Mode und Kultur. 
Als Mitbegründer der privaten Fotoschule Fotografie am Schiffbauerdamm (fas) in Berlin lehrte er dort bis 2006.
Im Anschluss lehrte er bis zu seinem Tod an der Ostkreuzschule für Fotografie, ebenfalls in Berlin.

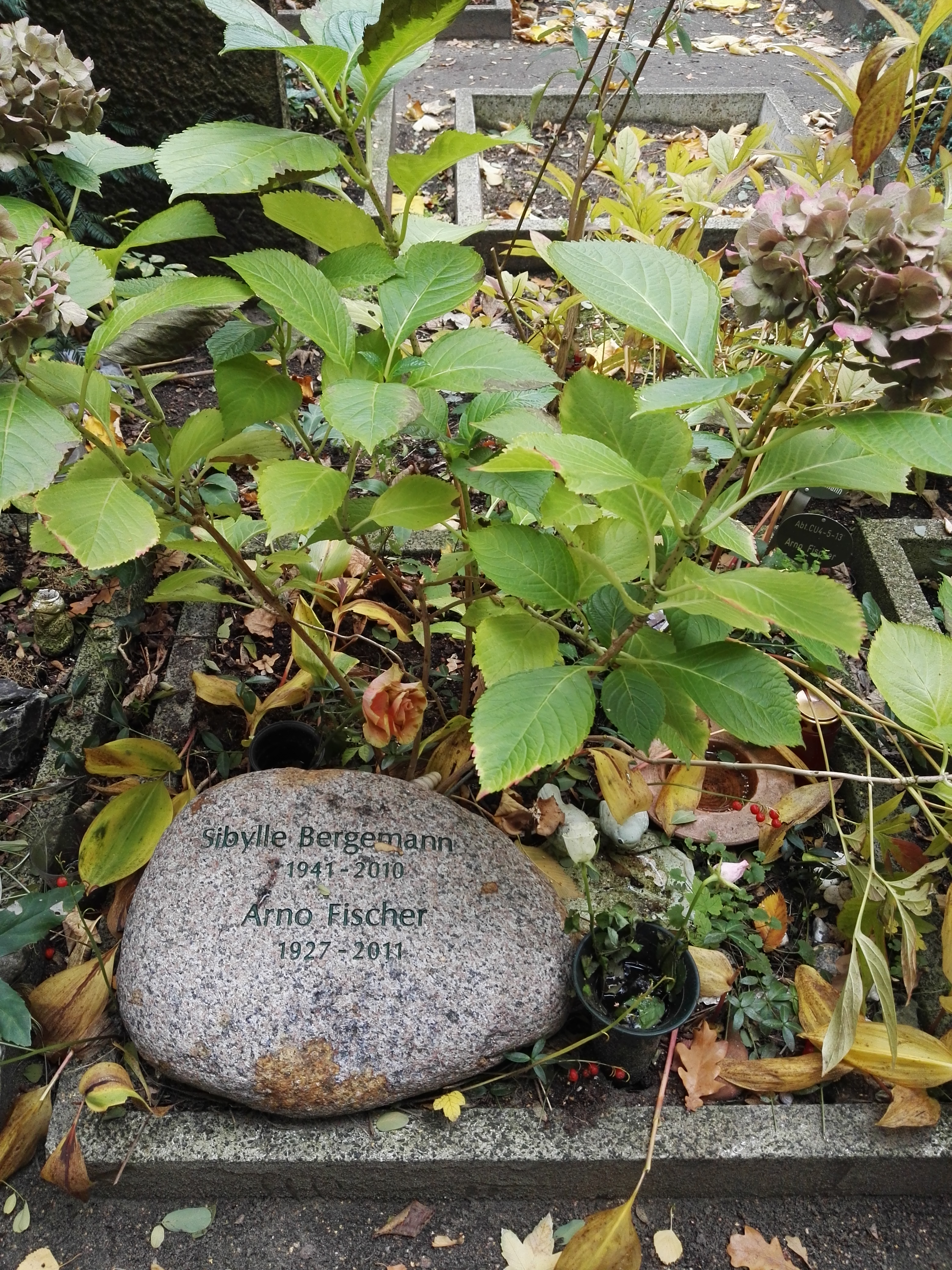
Grabstätte

Ab 1985 war er mit der Fotografin Sibylle Bergemann (1941–2010) verheiratet. Arno Fischer lebte und arbeitete in Gransee bei Berlin. Er ist mit seiner Frau auf dem Friedhof der Dorotheenstädtischen und Friedrichswerderschen Gemeinden (Grabnummer: CU4-5-13) in Berlin-Mitte beigesetzt.

## Buchpublikationen mit Fotografien Fischers (unvollständig)
- Claus Friedrich Köpp (Auswahl): Schläft ein Lied in allen Dingen. Romantische Gedichte. Rütten & Loening, Berlin, 1970
- Rolf Schneider: Polens Hauptstädte. Poznan, Krakow, Warszawa. Verlag Volk und Welt, Berlin 1974
- Daniil Granin: Leningrad. Erinnerungen und Entdeckungen. Verlag Volk und Welt, Berlin 1981
- Richard Christ:  Alt-Delhi, Neu-Delhi. Verlag Volk und Welt, Berlin 1983
- New York. Ansichten. 150 Fotografien. Mit einem Text von Heiner Müller. Verlag Volk und Welt, Berlin 1988. ISBN 3-353-00344-4.

## Ausstellungen (Auswahl)

### Einzelausstellungen
- 1985: Fotogalerie Friedrichshain, Berlin, Fotografien aus vier Jahrzehnten
- 1995: Laurence Miller Gallery, New York, USA, Berlin – Before the Wall
- 1996: Vidéothèque de Paris, Paris, Frankreich, Arno Fischer
- 1997: Staatliche Galerie Moritzburg, Halle/Saale, Arno Fischer. Photographien
- 1998: Galerie Zimmer, Düsseldorf, Arno Fischer. Ost-West-Berlin und andere Photographien 1943–1990
- 2000: Haus der Fotografie, Hannover, Arno Fischer. Photographien 1943–1989
- 2002: Literaturforum im Brecht-Haus (Berlin)
- 2002: Galerie Rosenkranz, Chemnitz, Arno Fischer. Der Garten
- 2005: Galerie argus fotokunst, Berlin, New York Ansichten 1978 und 1984
- 2006: Galeria Miejska we Wrocławiu, Wrocław; Centrum Kultury Zamek, Galeria “pf” Poznań, Polen, Arno Fischer. Fotografie
- 2006: Comptoir-Kunstmagazin – Städtische Galerie, Sonneberg, Arno Fischer. New York. Fotografien 1978/1984
- 2007: Leonhardi-Museum Dresden, Arno Fischer. Der Garten
- 2007: Galerie argus fotokunst, Berlin, Arno Fischer. Portraitfotografien
- 2007: Galerie Pankow, Berlin, Arno Fischer. Am Wege. Fotografie
- 2008: Stiftung Moritzburg – Kunstmuseum des Landes Sachsen-Anhalt, Arno Fischer. Der Garten
- 2009: Robert Morat Galerie, Hamburg, Arno Fischer. Der Garten
- 2009: Kunst- und Ausstellungshalle der Bundesrepublik Deutschland und Kunstmuseum Dieselkraftwerk Cottbus; Eine Ausstellung des Institut für Auslandsbeziehungen; Arno Fischer. Retrospektive
- 2009 bis 2022 Arno Fischer. Fotografie.  Tourneeausstellung des Institut für Auslandsbeziehungen
- 2010/2011: Berlinische Galerie – Fotografien 1953–2006. Hannah-Höch-Preis 2010
- 2012/16. August – 9. September: „ARNO FISCHER - Besuchen“ in der Galerie SPRECHSAAL (Berlin - Mitte).
- 2022: Sonderausstellung Schloss Kumerow, Arno Fischer: Eine Reise.[3]

### Gemeinschaftsausstellungen
- 1962/1963, 1982/1983 und 1987/1988: Dresden, Fünfte Deutsche Kunstausstellung und IX. und X. Kunstausstellung der DDR
- 1982: Ausstellungszentrum am Fučíkplatz, Dresden, Kunstausstellung der DDR
- 1985: Berlin, Nationalgalerie („Auf gemeinsamen Wegen“. Kunstausstellung zum 40. Jahrestag der Befreiung.)
- 1984: Altes Museum, Berlin, Alltag und Epoche. Werke bildender Kunst der DDR aus fünfunddreißig Jahren
- 1986: Staatliche Kunstsammlungen, Cottbus, Fotografie in der Kunst der DDR
- 1987: Arles, Frankreich, Fotofestival Les Rencontres Internationales de la Photographie
- 1990: Braga, Portugal, Fotofestival Encontros da imagem
- 1991: Friedrich-Naumann-Stiftung, Königswinter (mit Ulrich Wüst)
- 1991: Centro Andaluz de la Fotografía, Almería, Spanien, Imagina, un proyecto en torno a la fotografía
- 1991: Centre Régional de la Photographie Nord, Pas-de-Calais, Douchy-les-Mines Frankreich Berlin 1943–1990 d‘Arno Fischer
- 1992: Berlinische Galerie, Landesmuseum für Moderne Kunst, Fotografie und Architektur, Berlin, Nichts ist so einfach wie es scheint. Ostdeutsche Photographie 1945–1989
- 1992–1999: Tourneeausstellung des Instituts für Auslandsbeziehungen e. V., (ifa) in 16 Ländern und 33 Städten, Zustandsberichte. Deutsche Fotografie der 50er bis 80er Jahre in Ost und West
- 1993: Lissabon, Portugal, Fotofestival Mês da Fotograia
- 1997: Berlinische Galerie, Landesmuseum für Moderne Kunst, Fotografie und Architektur, Berlin, Positionen künstlerischer Photographie in Deutschland seit 1945
- 1998: Galerie am Fischmarkt, Erfurt, Signaturen des Sichtbaren – Ein Jahrhundert der Fotografie in Deutschland
- 1999: Kunstverein Ludwigshafen am Rhein, Zwischen Abstraktion und Wirklichkeit – Fotografie der 50er Jahre
- 2000: Fotogalerie Friedrichshain, Berlin, Fünfzehn Jahre Fotografie
- 2002: Berlinische Galerie, Landesmuseum für Moderne Kunst, Fotografie und Architektur, Berlin Paarungen – Künstlerische Positionen im Dialog
- 2003: Galerie für Zeitgenössische Kunst Leipzig, Öffentlich Privat. Das Bild des Privaten in der deutschen Nachkriegsfotografie
- 2004: Théâtre de la Photographie et de l‘Image, Nizza, Frankreich, La photographie allemande
- 2004: Wohnung Schiffbauerdamm 12, Berlin, Finissage. Abschied vom Schiffbauerdamm
- 2005: Willy-Brandt-Haus, Berlin, Utopie und Wirklichkeit – Ostdeutsche Fotografie 1956–1989
- 2006: Mori Art Museum, Tokio, Japan; Neue Nationalgalerie, Staatliche Museen zu Berlin, Preußischer Kulturbesitz, Berlin, Tokio-Berlin/Berlin-Tokio – Die Kunst zweier Städte
- 2006: Robert Morat Galerie, Hamburg, Sibylle Bergemann. Arno Fischer. Photographien
- 2006: Städtische Galerie, Sonneberg, Sibylle Bergemann. Arno Fischer. Photographien
- 2007: Cornerhouse Manchester – International Centre for Contemporary Visual Arts and Film, Manchester; University of Hertfordshire Galleries, Hatfield, Großbritannien, Do Not Refreeze. Photography behind the Berlin Wall
- 2008: Edition Braus Wachter Verlag Galerie, Heidelberg, Menschenbilder. Sibylle Bergemann, Arno Fischer
- 2008: Kunst-Raum im Deutschen Bundestag, Berlin, Von Kunst und Politik. Fotografie in der Sammlung des Deutschen Bundestages
- 2008: Focal Point Gallery, Southend-on-Sea, Großbritannien, Do Not Refreeze – Photography Behind the Berlin Wall
- 2008: Städelsches Kunstinstitut und Städtische Galerie, Frankfurt a. M., REAL – Aus der Sammlung der DZ BANK
- 2009: Los Angeles County Museum of Art, Los Angeles, USA/Germanisches Nationalmuseum, Nürnberg; Deutsches Historisches Museum, Berlin, Art of Two Germanys/Cold War Cultures; Kunst und Krieg/Deutsche Positionen 1945–89
- 2009: Akademie der Künste, Berlin, Kunst und Revolte ‚89. Übergangsgesellschaft. Porträts und Szenen 1980–1990
- 2010: Eros und Stasi. Ostdeutsche Fotografie Sammlung Gabriele Koenig. Ludwig Forum für Internationale Kunst, Aachen
- Kunst- und Ausstellungshalle der Bundesrepublik, Deutschland, Bonn, Deutsche Fotografie. Macht eines Mediums. 1870–1970
- 7. Internationale Fototage Mannheim/Ludwigshafen, Die Kunst, Deutsche(r) zu sein
- 2016: Gehaltene Zeit. Ursula Arnold, Arno Fischer, Evelyn Richter, Museum der bildenden Künste, Leipzig. Ebenso 2016: Die Lehre. Arno Fischer, Evelyn Richter. Kunsthalle der Sparkasse Leipzig. Gemeinsamer Katalog.[4]

## Arbeiten in öffentlichen und privaten Sammlungen
- Berlin, Deutschland: Berlinische Galerie, Landesmuseum für Moderne Kunst, Photographie und Architektur[5]
- Berlin, Deutschland: Kunstsammlung des Deutschen Bundestages
- Braga, Portugal: Museu da Image
- Cottbus, Deutschland: Brandenburgische Kunstsammlungen. Brandenburgische Kulturstiftung Cottbus
- Douchy-les-Mines, Nord Pas-de-Calais, Frankreich: Centre Régional de la Photographie,
- Frankfurt a. M., Deutschland: DZ BANK AG Sammlung im Städel Museum
- Halle/Saale, Deutschland: Stiftung Moritzburg, Kunstmuseum des Landes Sachsen-Anhalt
- Königstein/Taunus, Deutschland: siebenhaar art projects
- Köln, Deutschland: Museum Ludwig
- Lausanne, Schweiz: Musée de l’Elysée
- Nizza, Frankreich: Théâtre de la Photographie et de l‘Image
- Poznań, Polen: Galeria PIEKARY
- Stuttgart, Deutschland: Institut für Auslandsbeziehungen
- Washington D.C., USA: Sammlung Joshua P. Smith

## Weitere Ehrungen
- 2000: Dr.-Erich-Salomon-Preis der Deutschen Gesellschaft für Photographie
- 2010: Hannah-Höch-Preis für sein Lebenswerk